# Wayne Santana
Wayne Santana, pseudonimo di Umberto Violo (Roma, 9 novembre 1991), è un rapper italiano.

## Biografia
Faceva parte del gruppo Dark Polo Gang fino a quando nel 2021 il trio si è separato e ognuno ha inziato la propria carriera da solista.
Il 2 dicembre 2021 ha pubblicato il suo primo singolo Marmellata, che vede la partecipazione dei rapper italiani Radical, Rosa Chemical e Tony Effe. Il 21 gennaio 2022 ha pubblicato il suo primo album in studio Succo di zenzero vol. 2, che debutta all'ottava posizione della Classifica FIMI Album.

## Discografia

### Da solista

#### Album in studio
- 2022 – Succo di zenzero vol. 2

#### EP
- 2024 – Una notte a Milano

#### Singoli
- 2019 – Glock (feat. DrefGold e Giaime)
- 2021 – Marmellata (feat. Radical, Rosa Chemical e Tony Effe)
- 2022 – Roxanne
- 2023 – Dirty Love
- 2023 – Veleno di vipera
- 2023 – Pioggia di novembre
- 2024 – Berlino

### Con la Dark Polo Gang
- 2015 – Full Metal Dark
- 2016 – Crack Musica
- 2016 – Succo di zenzero
- 2016 - The Dark Album
- 2017 – Twins
- 2018 – Trap Lovers
- 2020 – Dark Boys Club